# 이탈리아 르네상스

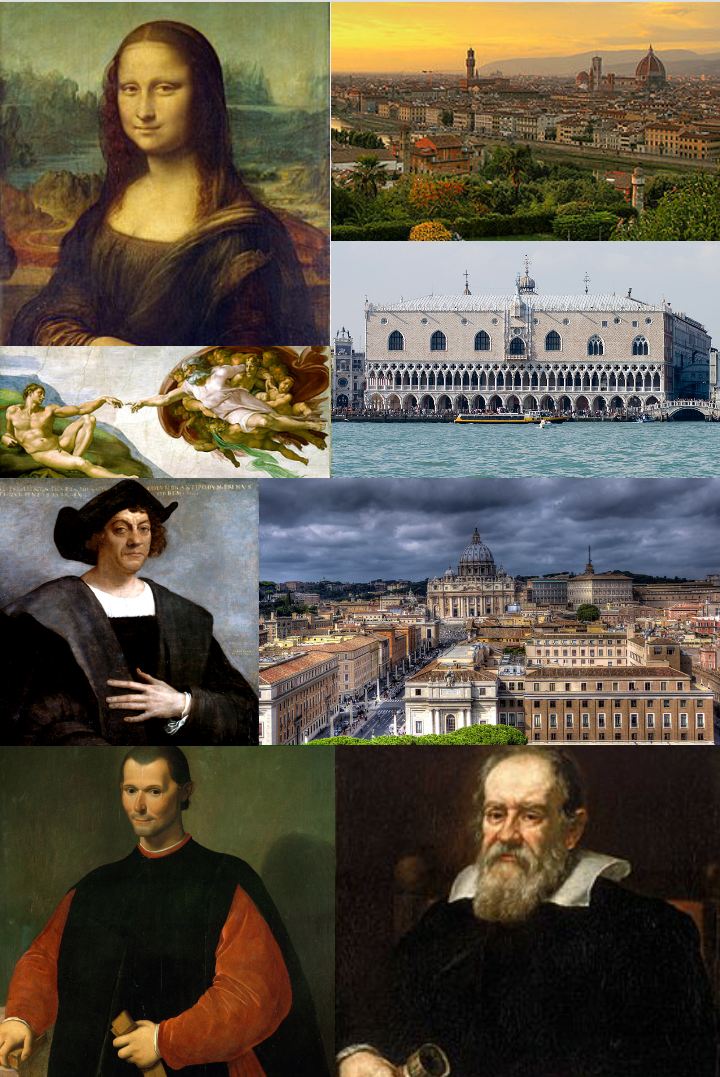

이탈리아 르네상스(Italian Renaissance, 이탈리아어: Rinascimento [rinaʃʃiˈmento])는 14~16세기 이탈리아의 역사의 한 시기이다. 이 기간은 서유럽 전역에 퍼지고 중세에서 근대로의 전환을 표시한 광범위한 르네상스 문화의 초기 발전으로 알려져 있다. "장기 르네상스"(long Renaissance) 지지자들은 그것이 1300년경에 시작되어 약 1600년까지 지속되었다고 주장한다. 일부 분야에서는 1250년경에 시작된 원시 르네상스가 일반적으로 받아들여진다. 프랑스어 단어 르네상스(이탈리아어로 rinascimento에 해당)는 "부흥"을 의미하며, 이 기간을 르네상스 인문주의자들이 "암흑시대"라고 명명한 수세기 이후 문화적 부흥과 고전 고대에 대한 새로운 관심의 하나로 정의한다. 이탈리아 르네상스 역사가 조르조 바사리(Giorgio Vasari)는 1550년 저서 '가장 뛰어난 화가, 조각가, 건축가의 삶(Lives of the Most Excellent Painters, Sculptors, Architects)'에서 리나시타("재생")라는 용어를 사용했지만, 이 개념은 쥘 미슐레, 야코프 부르크하르트(Jacob Burckhardt)와 같은 학자들의 작업 이후인 19세기에야 널리 퍼졌다.
르네상스는 이탈리아 중부 토스카나주에서 시작되어 피렌체를 중심으로 이루어졌다. 반도의 여러 도시 국가 중 하나인 피렌체 공화국은 유럽 군주에게 공을 제공하고 자본주의와 은행 발전의 토대를 마련함으로써 경제적, 정치적으로 두각을 나타냈다. 르네상스 문화는 나중에 지중해 제국의 심장이자 십자군 전쟁에 참여하고 1271년에서 1295년 사이에 마르코 폴로의 여행을 따라 동양과의 무역로를 통제하는 베니스로 퍼졌다. 따라서 이탈리아는 인문주의 학자들에게 새로운 텍스트를 제공한 고대 유적과의 접촉을 다시 시작했다. 마지막으로 르네상스는 교황령과 로마에 중요한 영향을 미쳤으며, 로마는 율리우스 2세와 레오 10세와 같은 인문주의와 르네상스 교황들에 의해 크게 재건되었다.
이탈리아 르네상스는 회화, 건축, 조각, 문학, 음악, 철학, 과학, 기술 및 탐험 분야에서 성취한 것으로 명성이 높다. 이탈리아는 이탈리아 국가들 사이에 합의된 로디 평화(1454~1494) 시대인 15세기 후반에 이 모든 분야에서 인정받는 유럽의 지도자가 되었다. 이탈리아 르네상스는 국내 분쟁과 외국의 침략으로 인해 이 지역이 이탈리아 전쟁(1494~1559)의 혼란에 빠지면서 16세기 중반에 정점에 달했다. 그러나 이탈리아 르네상스의 사상과 이상이 유럽 전역으로 퍼져 15세기 후반부터 북부 르네상스가 시작되었다. 해양 공화국의 이탈리아 탐험가들은 유럽 군주의 후원을 받아 발견의 시대를 열었다. 가장 유명한 항해는 크리스토퍼 콜럼버스(스페인으로 항해한 사람)의 항해였으며 유럽이 아메리카 대륙을 지배할 수 있는 토대를 마련했다. 다른 탐험가로는 조반니 다 베라차노(프랑스), 아메리고 베스푸치(스페인), 존 캐벗(영국)이 있다. 가브리엘레 팔로피오(Falloppio), 니콜로 타르탈리아(Tartaglia), 갈릴레오 갈릴레이(Galileo), 에반젤리스타 토리첼리(Torricelli) 같은 이탈리아 과학자들은 과학 혁명에서 핵심적인 역할을 했고, 니콜라우스 코페르니쿠스(Copernicus), 안드레아스 베살리우스(Vesalius) 같은 외국인들은 이탈리아 대학에서 일했다. 역사가들은 1648년 유럽 종교 전쟁의 종결과 같은 17세기의 다양한 사건과 날짜를 르네상스의 종말로 제시했다.

## 같이 보기
- 이탈리아식 르네상스 정원